# Чиж & Co
«Чиж & Co» (Чиж и Ко) — российская рок-группа, созданная в начале 1990-х годов гитаристом, вокалистом и автором песен Сергеем Чиграковым по прозвищу «Чиж». Последний студийный альбом группы на данный момент вышел в 1999 году.

## История группы

### 1993—1994: образование группы и дебютный альбом
В марте 1993 года гитарист, певец и автор песен Сергей «Чиж» Чиграков, игравший на тот момент в группе «Разные люди», получает предложение от Игоря Березовца и Андрея Бурлаки записать сольный альбом. При поддержке Бориса Гребенщикова он приезжает в Санкт-Петербург, где на лейбле «ОсоАвиАхим» записывает альбом, названный просто «Чиж». Так как собственной группы у него в тот момент не было, записать альбом ему помогли известные музыканты города: Борис Гребенщиков и Сергей Березовой (Аквариум), Николай Корзинин (группа Санкт-Петербург), Александр Бровко и Михаил Чернов (ДДТ). Осенью того же года Сергей Чиграков дал концерты в Санкт-Петербурге. В состав аккомпанирующей ему группы вошли гитарист Родион Чикунов из группы «Улицы», бас-гитарист Алексей Романюк, известный по группам «Стиль» и «Петля Нестерова», и известный сессионный барабанщик Александр Кондрашкин. Воодушевлённый тёплым приемом, Сергей Чиграков решает покинуть «Разных людей», переехать в Санкт-Петербург и создать собственную группу. 1 мая 1994 года Чиж окончательно перебрался в Санкт-Петербург, где приступил к поиску музыкантов для новой группы.
Через месяц Чиграков собрал группу «Чиж и компания», в которую вошли Алексей Романюк, барабанщик Владимир Ханутин. Месяцем позже к ним присоединился Михаил Владимиров. В таком составе был записан «концертный» альбом Live, ставший для группы дебютным. В том же году группа выпускает и свой первый студийный альбом — Перекрёсток. Александр Кондрашкин, хотя и не стал участником группы, первое время сотрудничал с ней в качестве перкуссиониста.
Первым продюсером группы стала редактор Главной редакции музыкальных программ Центрального телевидения Елена Карпова, которая занималась продвижением коллектива до 1996 года.

### 1995—1999
Следующий альбом группы «Чиж & Co» — «О любви», записанный в 1995-м, был наиболее интересен тем, что большинство песен этого альбома представляло собой кавер-версии менее известных авторов: А. Селюнина, О. Тарасова, В. Демидова, А. Хрынова, И. Ганькевича, Е. Варвы, С. Кочерги. В альбоме «О любви» была также записана «народная» песня «Вот пуля просвистела». Но несомненными хитами, попавшими в хит-парады, стали песни «O’k» (Чиж) и «О любви» (О. Тарасов). Так уже принято, что группа, находящаяся на пике популярности, выпускает альбом своих лучших песен. В 1995 группа «Чиж & Co» поднялась на вершину своей популярности, и пришло время записать альбом «Greatest Hits». Этот альбом был записан «вживую», на концерте в сентябре 1995-го в ДК «Юбилейный» в Петербурге. Это на самом деле был концерт, составленный из лучших песен группы на тот период. Зал восторженно принимал все песни, а когда Чиж забывал текст, самозабвенно пел за него. В этом же году вышел сольный альбом гитариста группы Михаила Владимирова «Малиновые берега».

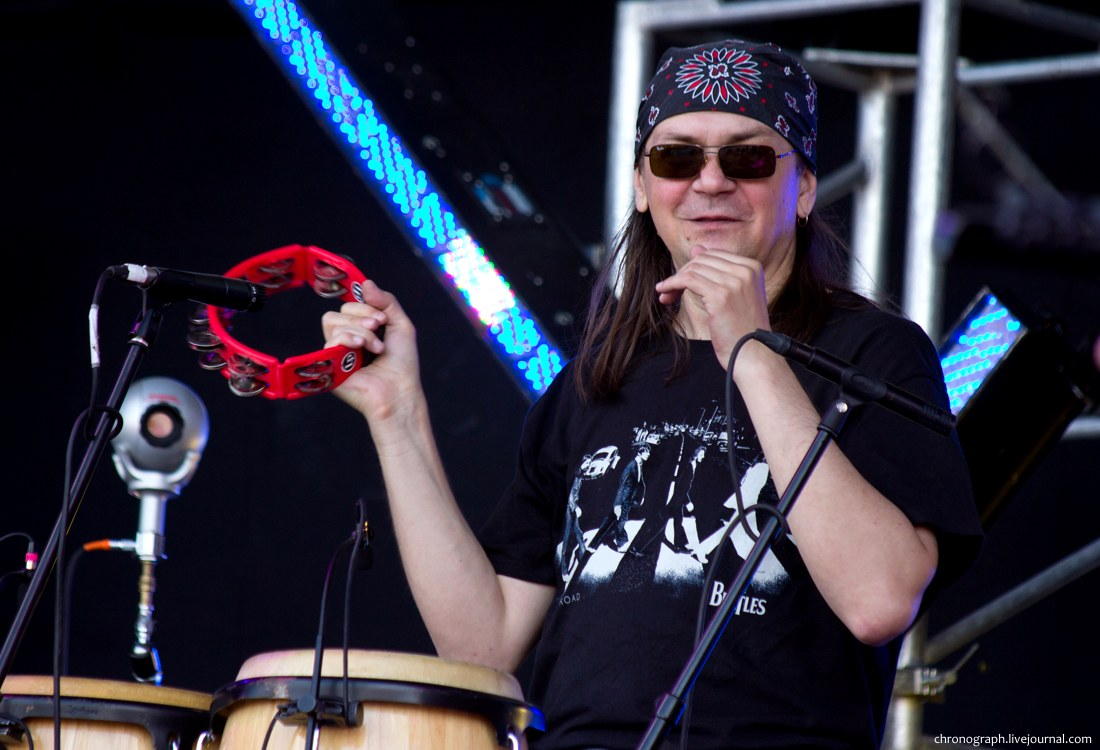
Евгений Баринов на фестивале «Рок над Волгой», 2013 год

Следующий 1996 год был для группы довольно трудоёмким. Кроме гастролей, сольных концертов, а также сборных концертов («Максидром» и другие), группа также записала два новых альбома: «Эрогенная зона» и «Полонез». На песню «Полонез» был также снят видеоклип, часть которого снималась в Америке, а вторая половина — в России, под Питером. Это путешествие в Америку было первым для всех участников группы. Мнения были самые разные. Михаил Владимиров назвал Америку «страной дешёвых джинсов и хороших гитар», Чиж заметил, что ему там было «скучно, и хотелось домой». Сам альбом «Полонез» примечателен тем, что к работе над ним был привлечён Камерный оркестр под управлением Ю. П. Серебрякова. В группу был приглашен ещё один музыкант, старый приятель Чижа — Евгений Баринов по прозвищу «Мощный», игравший с Чижом в дзержинской группе «ГПД».
Кроме того, этот год был ознаменован различными сольными проектами участников группы. Чиж принял участие в записи двух альбомов «Митьковские песни» наряду с такими известными исполнителями, как БГ, Юрий Шевчук, В. Бутусов, А. Ф. Скляр и другими, спевшими по-новому старые добрые песни времен войны и советского мирного времени.
Следующий проект, в котором участвовал Чиж — запись и выступления сессионной группы Алексея «Полковника» Хрынова — «Полковник и однополчане». «Полковник», известный нижегородский рок-бард, был приглашён продюсером С. Фирсовым для записи старых и новых песен. Для этого проекта был собран поистине «звёздный» состав: Чиж, И. Васильев («ДДТ»), Л. Федоров («АукцЫон»), М. Коловский («АукцЫон»), Е. Баринов («Чиж & Co»), Д. Некрасов. Тогда группой был записан альбом «Первый призыв», а песню из этого альбома «Расстели мне поле» (Д. Некрасова), группа «Чиж & Co» включила в свой альбом «Нечего терять».
Михаил Владимиров также продолжил сольную карьеру и записал альбом «Наяву и во сне». Звукорежиссёр группы Ю. Морозов записал свой очередной альбом «Иллюзия», в котором группа «Чиж & Co» аккомпанировала автору. Кроме того, группа «Чиж & Co» записала для сборника «Странные скачки» песню «Лирическая» на стихи В. С. Высоцкого. На этом сборнике песни Высоцкого исполняли также: «Алиса», «Ва-БанкЪ», «Чайф», Ю. Шевчук и другие.
В 1997 году «Чиж & Co» записывают альбом «Бомбардировщики» — альбом кавер-версий старых песен советских времён. Альбом посвящён родителям музыкантов. На песни «Бомбардировщики» и «Под звёздами балканскими» были сняты видеоклипы. В этом же году переиздаётся «Буги-Харьков», теперь уже под именем «Чиж и Разные люди». В том же году популярный журнал «Рок-фузз» объявляет «Чиж & Co» группой года.
1998 год начинается для группы «Чиж & Co» заграничными гастролями в Израиле и скандалом, связанным с уходом ударника Владимира Ханутина из группы. Там же был записан концертный альбом «Новый Иерусалим». Альбом открывают несколько новых песен «Я подобно собаке», «Еду, еду», «На двоих», а заканчивается альбом блюзом «Урал Байкер Блюз».
По возвращении на родину музыкантов ожидает неприятный сюрприз: из группы уходит барабанщик Владимир Ханутин — он переходит в довольно известную петербургскую группу «НОМ». На его место приглашается Игорь Фёдоров (род. 8 сентября 1969), ранее игравший в группах «Телевизор», «НЭП» и др.
В том же году (ещё с В. Ханутиным) группа выпускает альбом «Лучшие блюзы и баллады». Это ещё один альбом хитов группы «Чиж & Co», который представляет собой компиляцию из всех предыдущих альбомов. В сентябре 1998-го группа «Чиж & Co» приглашена в Лондон для единственного концерта в клубе «Астория». Правда, группа отыгрывает два концерта: второй — это акустический концерт, в студии радио BBC в программе у известного Севы Новгородцева. Позже эта запись была выпущена группой как концертный альбом под названием «В 20:00 по Гринвичу». В альбоме записаны акустические версии старых известных песен и одна новая, впоследствии вошедшая в следующий альбом. Запись альбома «Нечего Терять» шла с перерывами — начали 25 августа 1998 года, а закончили 13 марта 1999.
Весь 1999 год группа активно гастролирует по стране. В конце марта в Нью-Йорке проходит фестиваль с участием «Чиж & Co», «Крематория», «Агаты Кристи», «АукцЫона», а днем позже — концерт в Чикаго.
В начале июля в Горно-Алтайске проходит грандиозный рок-фестиваль «В горах на быстрой реке» с участием групп «Чиж & Co», «Чайф», «Аквариум», «Крематорий», Вячеслав Бутусов, «Калинов Мост», «Алиса», «Ва-БанкЪ», «Tequilajazzz», «Черный Лукич». В конце августа в Даугавпилсе (Латвия) прошёл «Латгальский рок-фестиваль», в котором принимали участие «Песняры» (В.Мулявин), «Чиж & Co», а также местные группы («Цемент» п/у Андрея Яхимовича).
17 сентября 1999 в Петербурге проходит презентация нового альбома «Нечего терять» и через пару дней то же происходит в Москве. Этот альбом включает в себя 11 песен и 3 «альтернативные версии». Девять из них являются песнями Чижа, а остальные — кавер-версии «Расстели мне поле» (Дмитрий Некрасов) и «Пригородный блюз» (Майк Науменко). При этом последняя в альтернативной версии записана совместно с группой «Русский размер» в стиле «техно», которая пару лет назад была показана в «Музыкальном Ринге». С выхода нового альбома группа и по сей день усиленно гастролирует.

### 2000-е годы
2000 год — год гастролей, причём как по родной стране, так и за рубежом: группа съездила в США (вместе с «Ночными снайперами»), в очередной раз — ряд концертов в Израиле. В свободное от концертов время музыканты занимаются также и студийной работой: Михаил Владимиров выпускает альбом «Размах крыльев», а Чиж принимает участие в записи альбома Александра Чернецкого «Comeback».

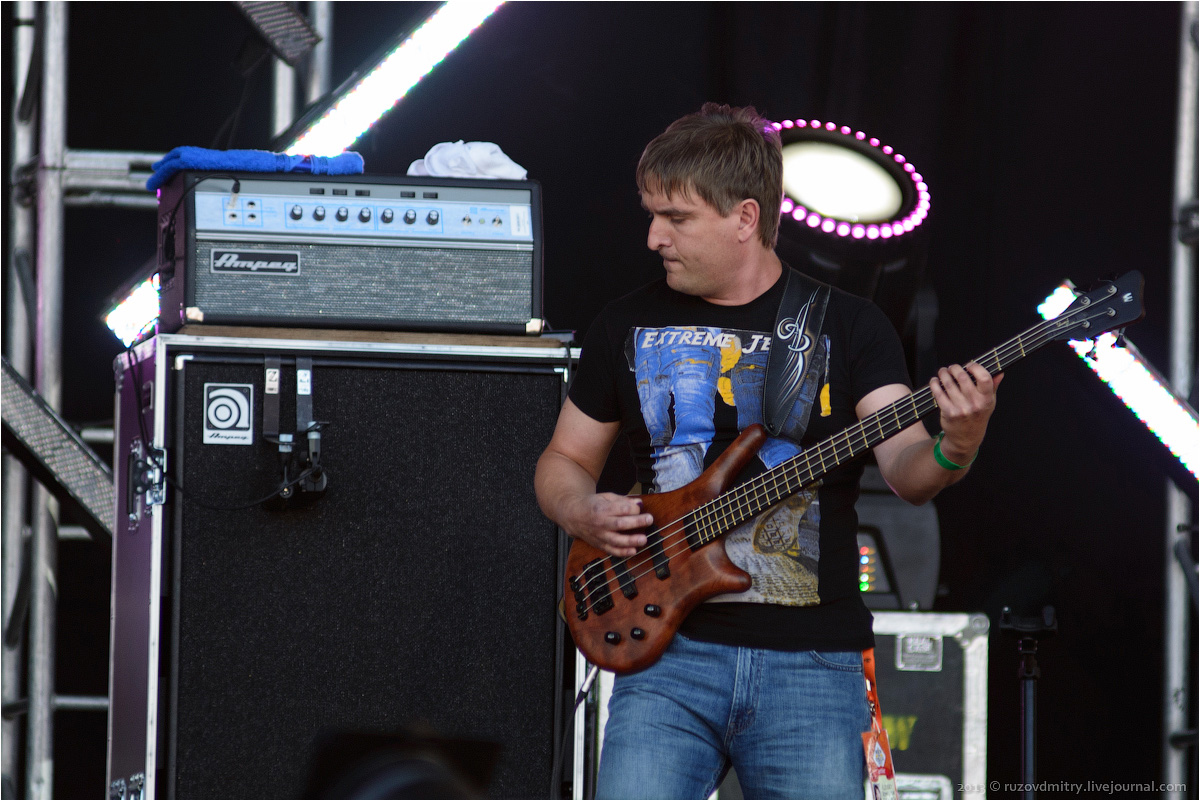
Алексей Романюк на фестивале «Рок над Волгой» 2013

После трёхлетнего молчания, в 2001 году, выходит сольная пластинка Чижа «Гайдном буду!», где он спел и сыграл на всех инструментах, не привлекая продюсеров и других музыкантов. Звукооператором по традиции выступил Юрий Морозов. Осенью Чиж участвовал в записи песни группы «Кафе» «Это сладкое слово свобода». В том же году ему исполнилось 40 лет. Весь год музыканты провели в разъездах по стране. Заметным событием этого года стало участие группы в питерском рок-фестивале «Окна открой!». В декабре 2001 года коллектив покинул Игорь Березовец. Его место занял Александр Гордеев.
В 2002 году «Чиж и компания» расширяют область гастрольных поездок: музыканты летят в Заполярье, страну вечной мерзлоты, муксуна и нельмы, что впоследствии нашло своё отражение в новой композиции Сергея Чигракова «Блюз на сваях». Летом Чиж в составе группы «Разные люди» работает над записью пластинки «Superбизоны». В конце июня коллектив группы наряду с другими рок-музыкантами почтил память Виктора Цоя, приняв участие в грандиозном концерте, посвящённом культовому музыканту. Осенью того же года, заехав на пару концертов в Израиль, наши герои отправляются в длительный тур по Америке: от Лос-Анджелеса до Бостона. По возвращении домой ребята участвовали в трех трибьютах — Андрею «Дюше» Романову («Поезд»), Егору Летову («Про дурачка») и группе «Секрет» («Ленинградское время»).
В 2003 году зарубежные гастроли группы продолжаются. На сей раз прибавилась Канада, где группа выступила в несколько усечённом составе (Чиж — гитара, вокал, Евгений Баринов — аккордеон, перкуссия), остальных же просто не пустили в страну. После Канады, воссоединившись, «Чиж & Co» дали несколько концертов в Америке. В апреле 2003 года «Чиж и компания» совместно с екатеринбургской группой «Поезд куда-нибудь» (по инициативе последней) отправляются в беспрецедентный гастрольный тур по городам Урала и Сибири. Стартовав в Екатеринбурге, музыканты преодолели в общей сложности 10 000 километров. Завершив «Сибирь Урал Блюз» выступлением в Уфе, группы за 19 дней успели дать 14 концертов.
Летом того же года в таллинской студии Сергей Чиграков принимает участие как сессионный музыкант в записи пластинки эстонской группы Avenue — «Капель». Затем была совместная работа с Сергеем Галаниным над композицией «Никому не нужен», которая почти три месяца держалась в хит-парадах радиостанций. По приглашению Константина Кинчева Чиж принимает участие в записи нового альбома группы «Алиса». А с «Разными людьми» записывает альбом «911». В этот же период у гитариста «Чиж & Co», Михаила Владимирова, выходит новая сольная пластинка «Перевёрнутое небо». Группа не обошла своим участием и печально известный тушинский фестиваль «Крылья». В ноябре 2003 года группа расстаётся с директором Александром Гордеевым. Его место занимает полковник Андрей Асанов, одноклассник Игоря Березовца.
2004 год группа объявляет годом акустики. Концерты пользуются большим успехом по всей стране. В рамках празднования юбилея Арт-центра «Пушкинская 10» «Чиж & Co» принимает участие в мероприятиях в Санкт-Петербурге и Москве, посвященных этому знаменательному событию. В июне 2004 года Сергей Чиграков в очередной раз пересёк Атлантику с тем, чтобы претворить в жизнь свою давнюю мечту — сыграть с чернокожими блюзовыми музыкантами. Совместный проект Чижа и «Herbert Maitlandt Band» носил название «Chizh & Blues company». Репертуар состоял из чижовских блюзов. Результатом совместного музицирования стали концерты в Бостоне и «China Club» в Нью-Йорке. Пока Чиграков удивлял американских блюзменов своими импровизациями, Владимиров засел в студии, и к концу лета записал свой новый альбом «Дети красного зомби». И снова «Чиж & Co» на Святой земле. На этот раз к уже знакомым городам прибавился Ашдод. Впервые в графике гастролей появилась экзотическая страна — Сингапур.
По возвращении с зарубежных гастролей Сергей Чиграков с помощью Алексея Романюка и Игоря Федорова закончил работу над записью саундтрека к сериалу с рабочим названием — «Первый путь». Надо отдать должное энергии и трудоспособности Чижа: он продолжил сотрудничество с «Разными людьми», и итогом совместных усилий стал выход альбома «Акустика». Но самым главным для «Чиж & Co» событием этого года стало десятилетие группы. Юбилей музыканты отметили двумя большими концертами в Москве и Санкт-Петербурге. Четырёхчасовая праздничная программа включала в себя «Чижей» в акустике и электричестве, а также выступление гостей. Виновников торжества пришли поздравить близкие друзья группы Дмитрий Дибров, Максим Леонидов, Сергей Галанин, «Разные люди», «Ариэль», Вячеслав Малежик, Евгений Маргулис, «Синяя птица», Юрий Гальцев, Захар Май, «Avenue» и др. Завершением этого года стало участие в благотворительной акции «Время жить!», приуроченной ко Дню Борьбы со СПИДом.

### 2010-е годы
Весной 2010 выходит альбом молодой екатеринбургской группы «Ромарио», песни в котором исполнили Евгений Маргулис, Ромарио и Чиж.
В интервью после концерта в харьковском ККЗ «Украина» Чиж рассказал о планах на год, в том числе и о выходе нового альбома. По словам Чижа, он будет напоминать «О любви», в него войдут как песни друзей, так и собственные песни Чижа.

Во второй половине 2010 года группу покидает барабанщик Игорь Фёдоров, ему на смену приходит экс-барабанщик группы «ДДТ» Игорь Доценко — любимый барабанщик Сергея Чигракова, по словам Юрия Шевчука.

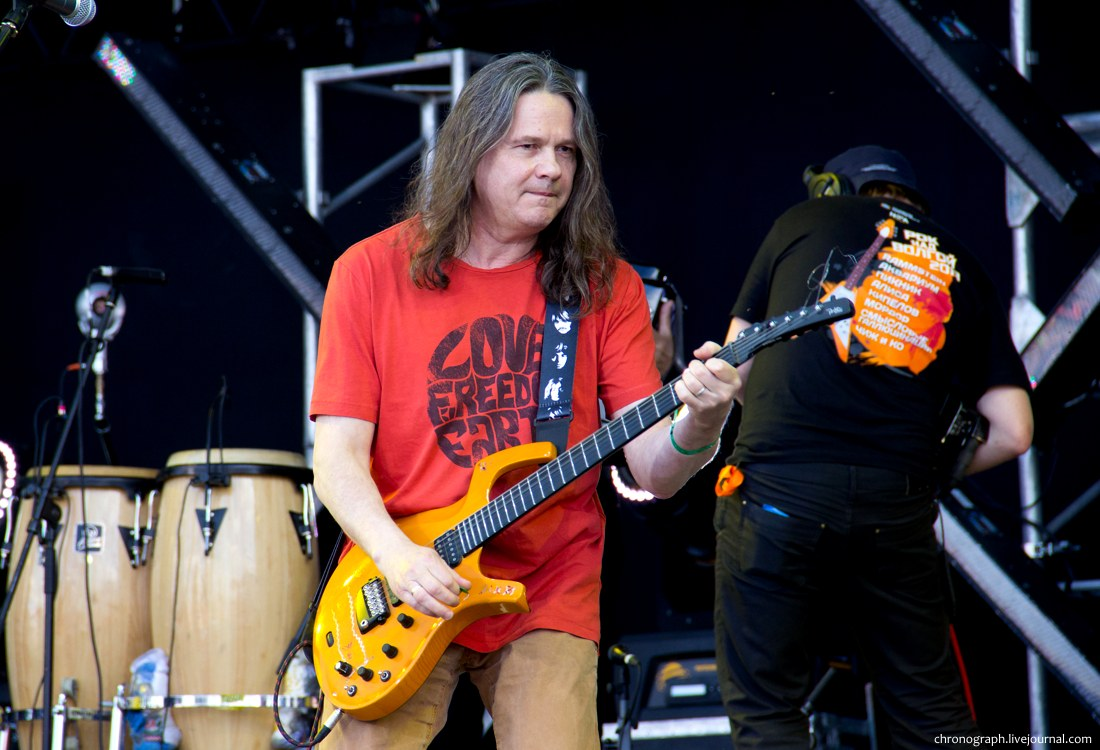
Сергей «Чиж» Чиграков на фестивале «Рок над Волгой», 2013 год

По причине ухудшающегося состояния здоровья у Игоря Доценко роль ударника временно исполняет Евгений Баринов. В апреле 2014 года группа гастролирует по США. В конце года, после смерти Игоря Доценко, постоянным барабанщиком становится Владимир Назимов, ранее игравший в составе групп «Урфин Джюс», «Наутилус Помпилиус», «Настя», «Апрельский марш», «Banga Jazz» и «Топ».
12 октября 2015 года состоялась премьера песни «Улетай, моё похмелье, улетай», которую исполнили Евгений Маргулис, Ромарио и Чиж. Также был снят видеоклип на эту песню.
В 2016 году в качестве бэк-вокалистки начинает выступать дочь Сергея Чигракова — Дарья, на год позже присоединяется Марина Шалагаева.
Осенью 2017 года группу покидает Михаил Владимиров. Его заменил Михаил Русин.
21 июля 2019 года было объявлено о выходе нового и первого за 20 лет альбома группы, который должен выйти «максимум через год». В преддверии выхода долгожданного альбома группа записывает в студии песню «Палуба», которая ранее периодически исполнялась на концертах группы.

### 2020-е годы
В 2021 году вышел альбом Павла Пиковского (лидер группы Хьюго) «Передай другому». Заглавная песня была написана и исполнена совместным дуэтом Сергея и Павла.
6 июня 2022 года скончался бывший гитарист группы Михаил Владимиров. К сожалению, альбом коллектива, который был анонсирован в 2019 году, так и не вышел.

## Состав

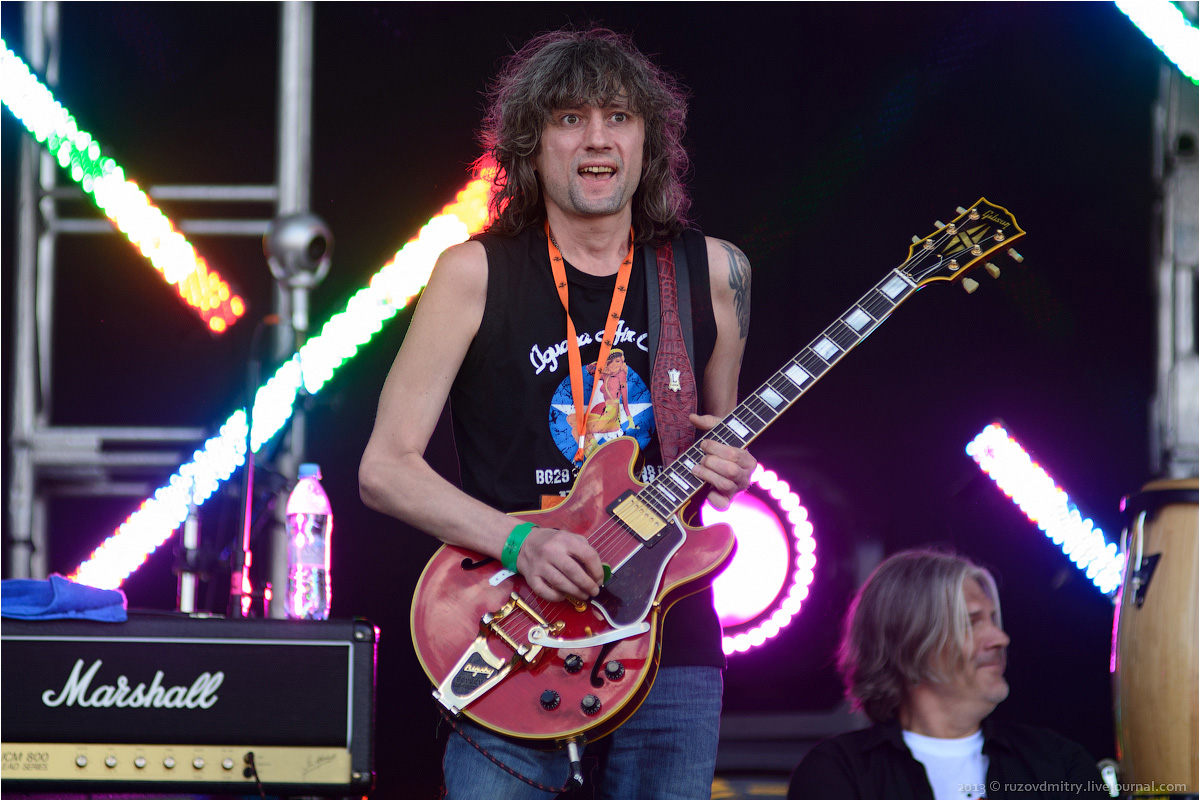
Михаил Владимиров на фестивале «Рок над Волгой», 2013 год

### Текущий состав
- Сергей «Чиж» Чиграков (род. 1961) — вокал, гитары, клавишные, губная гармоника и другие инструменты, автор музыки и текстов (1993—наши дни)
- Алексей Романюк (род. 1973) — бас-гитара (1993—наши дни)
- Евгений Баринов — аккордеон, перкуссия (1996—наши дни)
- Михаил Русин — гитара (2017—наши дни)
- Денис Василевский — ударные (2018—наши дни)
- Марина Шалагаева — бэк-вокал (2017—наши дни)

### Бывшие участники
- Александр Кондрашкин (1956—1999) — перкуссия (1993, 1994).
- Михаил Владимиров (1967—2022) — гитара (1994—2017).
- Владимир Ханутин (1973—2007) — ударные (1994—1998), бэк-вокал (1996—1998).
- Игорь Фёдоров — ударные (1998—2010).
- Игорь Доценко (1953—2014) — ударные (2010—2014).
- Владимир Назимов — ударные (2014—2018).[9]
- Дарья Чигракова — бэк-вокал (2016—2022), эпизоды.

## Дискография

### Студийные альбомы
- 1993 — Чиж
- 1994 — Перекрёсток
- 1995 — О любви
- 1996 — Эрогенная зона
- 1996 — Полонез
- 1997 — Бомбардировщики
- 1999 — Нечего терять

### Концертные записи
- 1994 — Live
- 1995 — Greatest Hits live
- 1998 — Новый Иерусалим
- 1998 — В 20:00 по Гринвичу
- 2012 — Один день вместе («Чиж & Co» / «Разные люди»)

### Совместные работы
- 1998 — Иллюзия («Чиж & Co» / Юрий Морозов)
- 2002 — Концерт в зале около Финляндского вокзала («Чиж & Co» / Юрий Морозов)
- 2005 — 44 («Чиж & Co» / "Разные люди)
- 2007 — На грани изумруда («Чиж & Co» / Михаил Владимиров)
- 2010 — За закрытой дверью («Чиж & Co» / Noize MC)
- 2021 — Передай другому («Чиж & Co» / Павел Пиковский)
- 2024 — Бетельгейзе («Чиж & Со» / Сергей Никитин / Евгений Маргулис)

### Сборники
- 1998 — Лучшие блюзы и баллады
- 2001 — Легенды русского рока
- 2001 — Пастораль
- 2020 — Песни любимых

### Синглы
- 2019 — Палуба
- 2023 — Охотники на ящериц

## Видеография

### Клипы
- 1994 — Вечная молодость
- 1996 — Полонез
- 1997 — Бомбардировщики (feat. Марина Капуро, Татьяна Капуро)
- 1997 — Под звёздами балканскими

### Фильмы
- 1995 — Greatest Hits. Live